# Кіт китайський
Кіт китайський (Felis bieti) — дикий кіт родини котових, який мешкає в західній частині Китаю, на Тибетському плато. З 2002 занесена до уразливого виду в Червоному списку МСОП; популяція виду перебуває поза межами 10 000 дорослих особин.
Це кіт міцної статури, з відносно короткими ногами і хвостом. Волосяний покрив узимку світло-сірий, а влітку коричневий. На кінчику кожного вуха є темно-коричневі пучки. На боках, ногах і хвості є темно-сірі смуги, а кінчик хвоста чорний. Маса 4–9 кг, довжина тіла (без хвоста) 60–85 см, хвіст ≈ 40% довжини тіла. Особливістю виду є великий розмір слухових булл.
Альтернативно вид вважається підвидом лісового кота, F. silvestris bieti.
Вид був описаний у 1892 Альфонсом Мілн-Едвардсом та названий на честь французького місіонера Фелікса Б'є (фр. Félix Biet) .

## Загальні відомості
Китайська назва цього виду — «Huang mo mao», що в перекладі означає: «кіт, який проживає в пустельній місцевості з нечисленною рослинністю». Раніше вид мав дві назви: китайська пустельна кішка та китайська гірська кішка. На спеціальному засіданні в 1992 експерти вирішили відкинути слово «пустельна» у зв'язку з тим, що даний вид зустрічається в гірських районах і рідко в пустельних.
У неволі найбільша численність утримується у зоопарку Сінін.
Китайська гірська кішка — ендемік Китаю — одна з найменш вивчених кішок у світі. Фізично цей вид трохи більший за звичайного домашнього кота. З далеку може нагадати дещо більшу європейську кішку (Felis silvestris) та очеретяного кота (Felis chaus), але у порівнянні з останнім гірська кішка має коротші лапи.

## Ареал
Китайська гірська кішка мешкає в степових, чагарникових і гірських районах Тибетського плато (провінції Ганьсу, Сичуань, Цінхай і Внутрішня Монголія). Зустрічається на висотах у 2500–5000 м над рівнем моря. В пустельній та густо лісовій зоні знайдена не була. Мешкають у важких кліматичних умовах, з високою літньою і дуже низькими зимовими температурами та сухими вітрами, що дмуть впродовж усього року.

## Морфологія
Довжина тіла — 97,7 см — 1,4 м, з них третина (від 29 см до 35 см) припадає на хвіст. Висота в плечах становить 30–35 см.
Важить 4,5–5,9 кг. Дикий самець і самиця, спіймані в природі і привезені в Пекінський зоопарк, важили 9,0 кг (самець) і 6,5 кг (самиця).
Голова, в порівнянні з іншими невеликими котами, відносно широка. Має великі вуха, на яких знаходяться пензлики до 2,5 см. На подушечках лап має довге хутро. Хутро по тілі довге і щільне. Хвіст порівняно товстий, в нижній частині має 4–6 поперечних чорні кільця. Череп дуже схожий на череп дикої європейської кішки, відрізняється лише істотно великими розмірами; крім того лобова частина черепа і слуховий апарат пропорційно більші.
Літнє забарвлення гірської кішки сіро-жовте. Зимова шубка сіро-коричневого кольору; довша і густіша, ніж літня. Світліші смуги і плями на тілі малопомітні; краще видні з боків. Нижня частина тулуба влітку білувата, а взимку жовтувата. Кінчик хвоста чорний.
Тривалість життя: 10 — 12 років.

## Вороги
Головна загроза гірської кішки — діяльність людини. Безліч кішок загинула від отруєння, а також в результаті полювання на них.
Найголовніша причина зниження чисельності китайської гірської кішки — вимирання основної здобичі. Починаючи з 1958 у Китаї була проведена велика отруйлива кампанія, що мала за мету скоротити популяцію цокорів, пискух та інших гризунів. Одним із головних хімікатів, які використовувалися при цьому були фосфід цинку. Його використання було припинене в 1978 році, коли зрозуміли, що отрута також вбиває і всіх м'ясоїдних тварин, які полювали на гризунів.

## Їжа
Харчується китайський кіт дрібними ссавцях, переважно гризунами: щурами, кротами, цокорамі, а також кроликами, комахами, рептиліями і птахами, зокрема фазанами.

## Поведінка
Завдяки обмеженій території її ареалу і відокремленому способу життя, китайська гірська кішка рідко зустрічалася в природі. Інформація, яка була зібрана про неї в основному виходить із спостережень в зоопарку Синіна в Китаї, де з 1973 по 1985 роки були зібрані і вивчені 34 представники цього виду.
Китайська гірська кішка перш за все нічна тварина. Вони в основному активні у вечірній час і вночі. Самці і самки живуть окремо. Нори, населені самками, глибші й захищені, ніж нори самців, які мають тільки один вхід. Більшу частину денного часу вони проводять у норах.
Китайська гірська кішка багато в чому залежить від свого чутливого слуху, що грає вирішальну роль у виявленні здобичі. У спеціально проведеному дослідженні було виявлено, що вони полюють на підземних мешканців (цокорів і кротів), вислуховуючи їх, коли ті рухаються по своїх підземних тунелях на 3-5 см нижче поверхні землі. Виявивши здобич, китайська гірська кішка швидко вириває гризунів з-під землі.

## Соціальна структура
Китайська гірська кішка не є соціальною твариною. Не було спостережено, щоб вони подорожували в зграях. За винятком періоду розмноження цей кіт веде поодинокий спосіб життя, займаючи територію ≈ 12–15 км².

## Розмноження
Сезон шлюбного гону припадає на січень — березень. Кошенята народжуються в травні. Статеве дозрівання наступає у 8–12 місяців. Вагітність триває 60–75 днів. Зазвичай народжуються 2–4 кошеняти.
Кошенята народжуються в лігві, яке влаштовується в скельних або земляних печерах і нішах, стовбурах порожнистих дерев (які поза періодом розмноження використовуються і для денного відпочинку), а також в норах, зазвичай розташованих на південних схилах. Ростуть кошенята швидко. У 7–8 місяців вже повністю незалежні від матері.

## Користь/шкода для людини
Хутро китайської гірської кішки іноді продають на деяких китайських ринках — його використовують для створення традиційних капелюхів. Ця тварина не несе ніякої безпосередньої загрози людині або худобі. Китайська гірська кішка має певне позитивне значення як хижак, що регулює чисельність популяції дрібних гризунів в областях, які вони населяють.

## Популяція/статус збереження
Китайська кішка — рідкісна тварина; знаходиться в топі п'ятьох найвразливіших котячих світу. За дуже приблизними оцінками, чисельність китайської гірської кішки становить менше 10 тисяч дорослих статевозрілих особин, з тенденцією подальшого зменшення їх кількості.
Недавні генетичні аналізи дозволили припустити, що всі сучасні коти розвинулись між 6,2–10,8 мільйонами років тому. Китайська гірська кішка відхилилася від своїх предків приблизно 6,2 мільйонів років тому.
Цей вид — єдиний з малих кішок, який є повністю тубільним ендемічним видом у Китаї.
Існують три підвиди:
- Felis b. bieti; живе в провінції Сичуань й Ганьсу.
- Felis b. chutuchta; походить з південної Монголії.
- Felis b. vellerosa; знайдений в північно-східній провінції Шеньсі.